# Zähringer Löwenorden

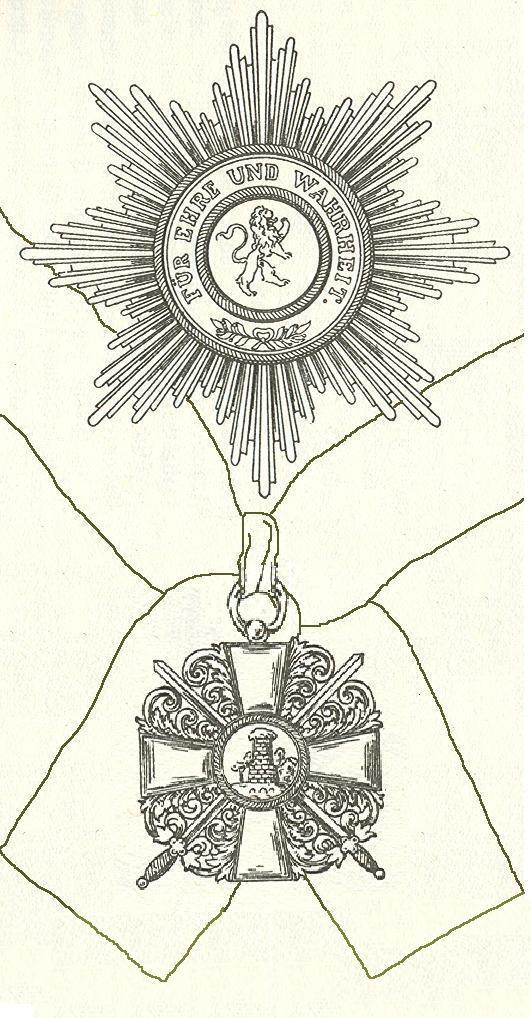
Zähringer Löwenorden.

Zähringer Löwenorden, Zähringska lejonorden, (tyska: Orden vom Zähringer Löwen) var en riddarorden i fem klasser instiftad den 26 december 1812 av storhertig Karl av Baden. Ordenstecknets åtsida visar stamborgen Zähringen och frånsida ett lejon. Ordensbandet är grönt, med orangefärgad infattning.